# Grego demótico
O Grego Demótico, Dimotiki (em grego:  δημοτική [γλώσσα], "[língua] do povo") é a forma vernacular moderna do Grego. O termo é usado desde 1818. Dimotiki se refere em particular à forma da língua que evoluiu naturalmente do Grego antigo, opondo-se à forma artificialmente, o Catarévussa, o qual foi a língua padrão até 1976. Os dois tipos de língua grega se complementavam num exemplo típico de diglossia, até que o "problema da língua grega" foi resolvido com a adoção, por fim, do Dimotiki.

## Dimotiki e "Grego Moderno"
Dimotiki é frequentemente considerado como sendo o mesmo que a língua moderna. Esses dois termos não são, porém, sinônimos. Enquanto que Dimotiki se aplica à língua que evoluiu até a atual forma coloquial grega, o Grego moderno ("Padrão") é uma fusão do Dimotiki com o Catarévussa, embora a influência do Dimotiki seja bem maior. Trata-se de uma variante do Dimotiki que foi enriquecida por elementos da língua "educada". Não é errado chamar a língua falada de hoje na Grécia de Dimotiki, mas esse termo não está considerando que o Grego moderno contém - em especial na forma escrita ou oficial - muitas palavras, formas gramaticais e características que não são presentes na conversação coloquial e que somente entraram no Grego via a forma arcaica da língua. Além disso, mesmo as formas mais arcaicas do Catarávussa não eram tidas como Grego antigo, mas como da língua moderna, qual se aplica ao Dimotiki, ao Grego moderno padrão e até os termos em Catarévussa.

## Características do Grego moderno inexistentes no Dimotiki
Os exemplos seguintes pretendem demonstrar características Catarévussa no Grego Moderno. Essas particularidades não se apresentavam no Dimotiki tradicional e entraram na língua moderna via Caterávussa, algumas como neologismos, sendo usadas preferencialmente na linguagem escrita (por exemplo, em jornais) e por vezes na forma oral. Palavras especiais e expressões fixas de origem Catarévussa são bem entendidas e usadas também pelas pessoas não cultas.

### Palavras e expressões
- ενδιαφέρων (interessante)
- τουλάχιστον (pelo menos)
- την απήγαγε (ele a sequestrou)
- είναι γεγονός ότι ... (é um fato que...)
- προς το παρόν (por ora)

Formas dativas especiais:
- δόξα τω Θεώ (Graças a Deus)
- εν ονόματι ... (em nome [de] ...)
- τοις μετρητοίς (em dinheiro)
- εν συνεχεία (a seguir)
- εν τω μεταξύ (enquanto isso)
- εν αγνοία (na ignorância [de])
- συν τοις άλλοις (além disso)
- επί τω έργω (trabalhando, literalmente na escritura")
- τοις εκατό (porcento, literalmente em um cento)

### Gramática
- Adjetivos terminando em -ων, -ουσα, -ον (e.g. ενδιαφέρων interessante) ou em -ων, -ων, -ον (e.g. σώφρων pensado, considerado) - principalmente na linguagem escrita.
- Particípio declinável Aorista (pontual, instantâneo). Ex.: παραδώσας (tendo entregue), γεννηθείς (tendo nascido) - principalmente na linguagem escrita.
- Reduplicação no tempo perfeito. Ex.: προσκεκλημένος (convidado), πεπαλαιωμένος (obsoleto)

### Fonologia
O Grego moderno tem muitas combinações de letras que não existiam do Dimotiki clássico:
- -πτ- (ex:. πταίσμα "contravenção"); Dimotiki usava preferencialmente -φτ- (e.g. φταίω "errar || ser culpado")
- -κτ- (ex:. κτίσμα "prédio, estrutura"); Dimotiki usava preferencialmente  -χτ- [e.g. χτίστης "alvenaria"]
- -ευδ- (ex:. ψεύδος "falsidade, mentira"); Dimotiki usava preferencialmente  -ευτ- (e.g. ψεύτης "mentiroso")
- -σθ- (ex:. ηρκέσθην / αρκέσθηκα "Eu era suficiente / satisfeito"); usava preferencialmente -στ- (e.g. αρκέστηκα)
- -χθ- (ex:. εχθές "ontem"); Dimotiki usava preferencialmente  -χτ- [e.g. (ε)χτές]

Falantes nativos Dimotiki cometem frequentes erros quando utilizam aspectos "educados" no seu modo de falar; podem ser percebidos enganos, erros, como:
- προήχθη em lugar de προήχθην (Fui promovido)
- λόγου του ότι/λόγο το ότι em lugar de λόγω του ότι (em função do fato que)
- τον ενδιαφέρον άνθρωπο em lugar de τον ενδιαφέροντα άνθρωπο (a pessoa interessante)
- οι ενδιαφέροντες γυναίκες em lugar de οι ενδιαφέρουσες γυναίκες (a mulher interessante)
- ο ψήφος em lugar de η ψήφος (o voto).

## Radicalismo Dimotiko
Um dos maiores defensores da "limpeza" da forma Dimotiki, com eliminação de termos da forma dita "educada" foi Ioannis Psycharis, que viveu na França e ganhou fama por seu livro Minha Viagem („το ταξίδι μου", 1888). Psycharis não foi o único a defender esse uso exclusivo da língua natural coloquial, mas ele optou realmente por fazer a língua cada vez mais simples do que sempre fora, de maneira e "limpar" a mesma de todas expressões e formas que possam ser percebidas com "educadas". Como exemplo, houve proposta para reduzir a forma natural το φως (genit. του φωτός; =leve) para a declinação do Grego moderno, transformando em το φώτο (genit. του φώτου).  Essas formas radicais já tiverem precedentes nas tentativas de "Renascimento" da escrita Dimotiki e refletiram os treinamentos linguísticos de Psichari numa "Neo-gramática", sem prever a possibilidade de exceções durante a evolução linguística.
Psycharis também defendeu reformas da ortografia, que pretendiam eliminar cinco das seis diferentes maneiras de escrever o som vogal "i" e também eliminar todas consoantes duplas. Assim, ele próprio passou a escrever seu nome como Γιάνης, em lugar Γιάννης. A forma padrão do que se desenvolveu nas poucas décadas seguintes teve, porém, compromissos com o Catarévussa (o que se refletiu na língua padrão atual). Ao fim de um forte e longo desentendimento entre os "psicharistas" (ψυχαρικοί) radicais e os moderados, as exigências radicais foram por fim marginalizadas. Quando o Dimotiki se fez oficial em 1976, a legislação definiu que a forma a ser usada não deveria ter "formas dialetais extremistas", onde "extremismo" se referenciava às formas de Psichari.